# Festival de Cornouaille
Pour les articles homonymes, voir Cornouaille.
Le « Cornouaille » ou Festival de Cornouaille est un festival annuel se déroulant dans la ville de Quimper (Bretagne) au mois de juillet (clôture au 4e dimanche du mois), et mettant en avant la culture bretonne dans sa diversité et sa richesse. De nombreux spectacles, concerts et animations se déroulent en journée et en soirée au cœur urbain de la ville de Quimper. C'est un des événements culturels majeurs de la Bretagne. Né en 1923 par l'élection de la première Reine de Cornouaille, il célèbre son centenaire en 2023.

## Historique

### De 1923 à 1937: la Fête des Reines

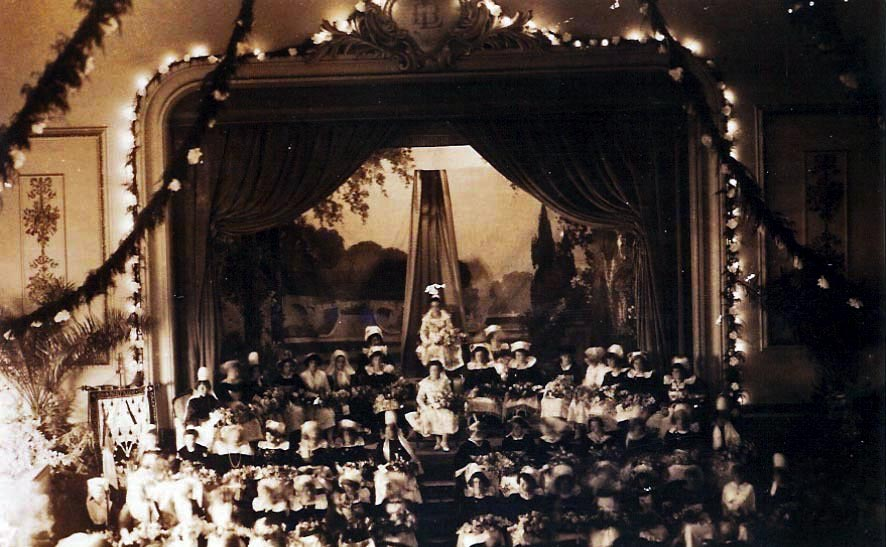
La première fête des Reines en 1923.

Du 15 au 17 décembre 1922, à l'occasion de l'inauguration de son cinéma l'Odet-Palace à Quimper, Louis Le Bourhis invite quatre « Reines » des villes voisines et organise des projections, des spectacles, un concours de danses et un grand bal au profit d'œuvres de charité. Devant le succès rencontré par cette manifestation, il décide de créer, avec l'appui des commerçants et de la mairie, une fête des Reines de Cornouaille, malgré l'opposition de l'église. La première a lieu le 30 septembre 1923 sous le nom de « Fêtes Bretonnes de Bienfaisance » ; Marie Guirriec est la première "reine" élue cette année-là. Elle est en effet au profit des mutilés de guerre, car la Première Guerre mondiale est encore très présente dans les esprits, en témoigne le cortège des musiciens en hommage aux morts. Certaines grandes figures des fêtes de l'entre-deux-guerres apparaissent déjà dans le cortège qui démarre de l'arrivée des reines à la gare au cinéma, dont les « bardes bretons » Botrel, Gourvil et Jaffrennou, qui entonnent l'hymne Bro gozh ma zadoù écrit par ce dernier en 1898 et font un discours. Taldir Jaffrennou rend lui hommage au drapeau breton « herminé » et dès 1924, le nouveau drapeau Gwenn ha Du est hissé, dessiné par Morvan Marchal l'année précédente, sur la terrasse de l'Odet-Palace. Cette fête connaît immédiatement un grand succès populaire et se renouvelle chaque année jusqu'en 1937.

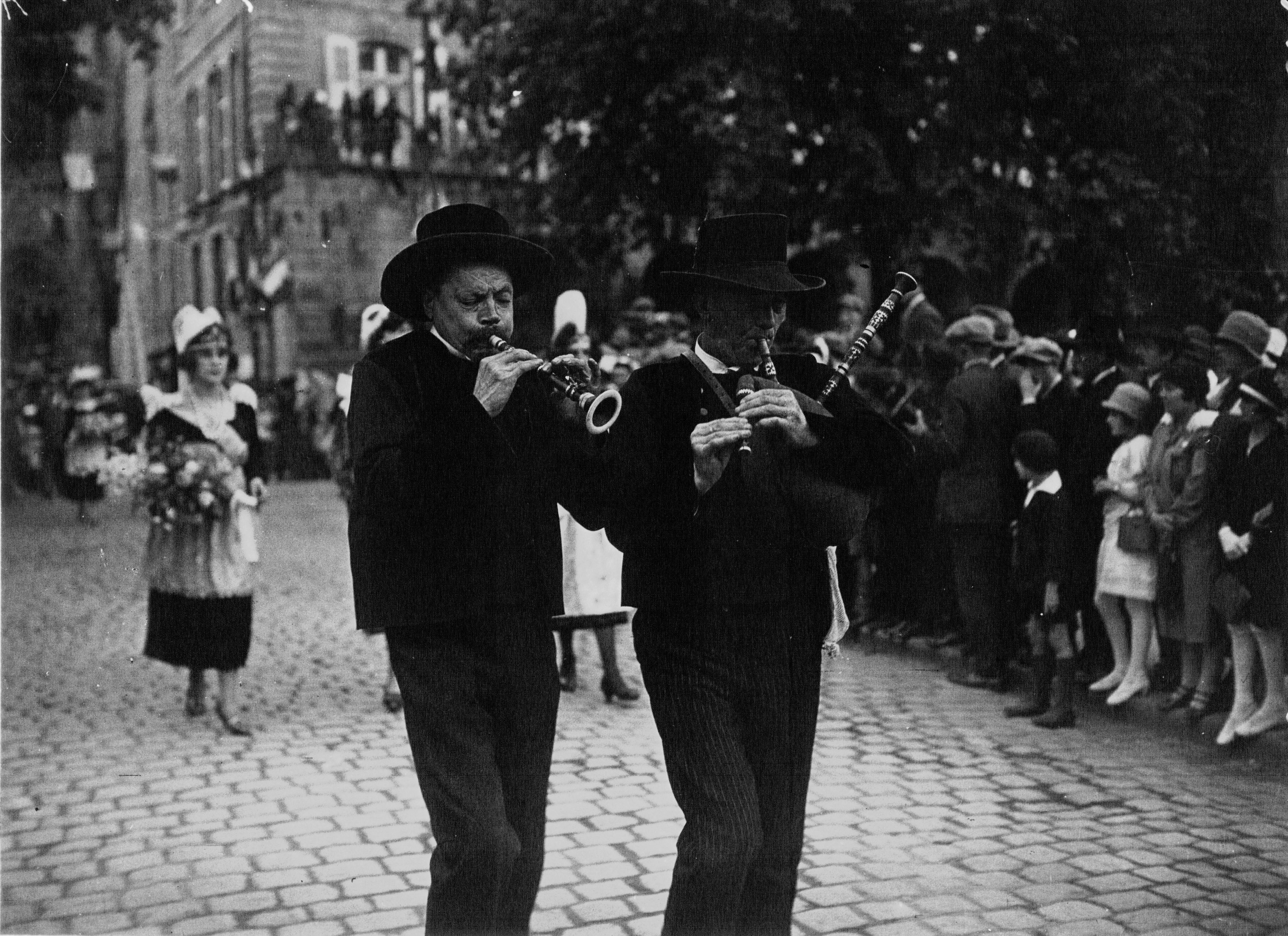
Couple de sonneurs pendant les fêtes de 1927.

### De 1947 à 1982: les grandes Fêtes de Cornouaille

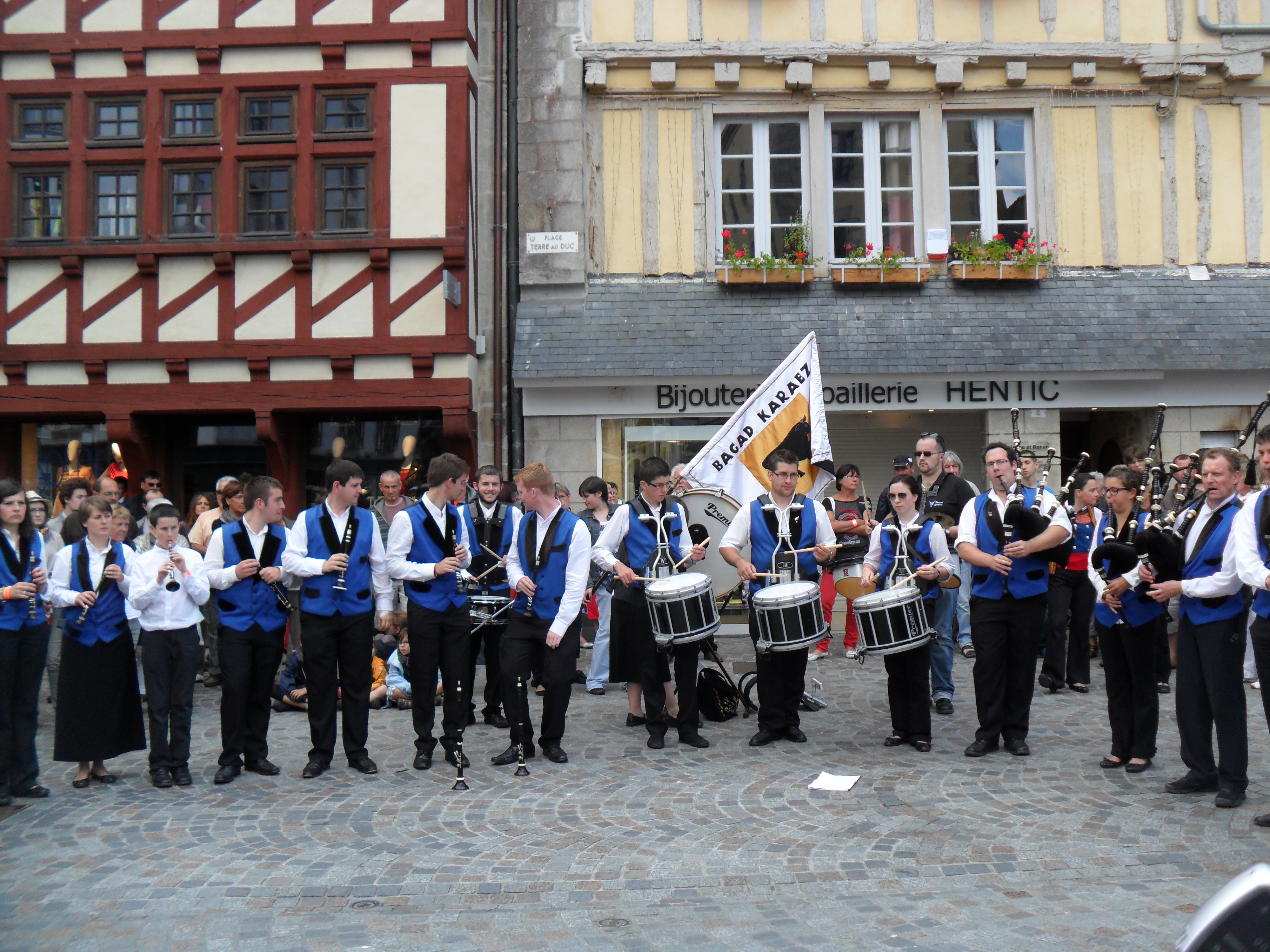
Festival de Cornouaille à Quimper, 2012

Le 27 juillet 1947 est une simple fête de bienfaisance surtout portée sur le folklore bigouden, mais le but de la nouvelle équipe est d'arriver à « une sorte de célébration commune des « pays », un rassemblement annuel ouvert qui gagnerait toute la Bretagne par cercles concentriques, dépassant ainsi la simple festivité locale ou départementale ». Le comité de l'association créée, mené par Louis Le Bourhis, rassemble des personnalités comme le maire de Quimper Joseph Halléguen, Per-Jakez Hélias, Hervé Le Meur, Polig Montjarret et Fañch Bégot. La grande fête des 24 et 25 juillet 1948 présente trois innovations : un échange avec l'Écosse — premier pays celtique invité — officialisé par la présence du maire de Falkirk, une première Abadenn Veur devant 10 000 spectateurs et le Triomphe des sonneurs, issu d'une première marche informelle de certains sonneurs vers la gare après le concert de Youenn Gwernig. Avec à peine 200 participants et 6 sonneurs de biniou, il remporte immédiatement un grand succès auprès des quimpérois.
Les Fêtes prennent de l'ampleur l'année suivante en s'étalant sur une semaine. La manifestation se base plus sur la dynamique des animations que sur l'élection d'une Reine, désormais par le vote d'un jury. 32 cercles celtiques  et 60 sonneurs sont présents pour l'Abadenn Veur. Pour la première fois, les concours des meilleurs sonneurs de Bretagne sont organisés, de même que les championnats départementaux de gouren, le bal des lutteurs et la Danse des Mille. Les soirées sont ponctuées par la Fête de la nuit en embarcations décorées sur l'Odet, un gala écossais, la nuit de la Cornouaille. On y introduit aussi les premières journées d'études sur le folklore, qui préfigure l'université d'été. En 1950, la ville reçoit 1 000 participants, dont un pipe-band écossais, des danseurs irlandais et des délégations galloises, manxoises et des Cornouailles britanniques, pour symboliser l'entente interceltique. Aux festivités populaires se mêlent des animations plus culturelles (Congrès panceltique, conférence de Pierre-Louis Duchartre sur "l'imagerie populaire bretonne", pièce Le Jeu de Gradlon de Per Jakez Hélias).
En 1951, elle poursuit son ouverture avec 10 groupes provinciaux qui s'ajoutent aux 52 cercles bretons (1 200 costumes) et 250 sonneurs pour au total plus de 2 000 participants. Sont présents en 1952 les Gilles de Belgiques, 70 cercles, 500 sonneurs et 1 500 danseurs. 100 000 visiteurs répondent à l'appel et Quimper manque de pain. Après le 30e anniversaire, sous la présidence du ministre de la Défense, l'édition suivante connaît des proportions significatives : 20 000 spectateurs assistent à l'Abadenn Veur, soit autant que la population de Quimper à l'époque, un défilé des Guises de 2 500 costumes au trajet impressionnant, 800 sonneurs et 1 800 danseurs.
En 1956, les trois jours de fêtes sont télévisées. Aux 1 500 sonneurs bretons s'ajoute la présence de troupes venant de France et d'Europe (Norvège, Russie, Écosse, Italie, Suisse). 102 groupes participent au Défilé des Guises et presque 150 000 spectateurs sont présents le dimanche. En 1957, la Roumanie et les Pyrénées sont les invités d'honneur et le premier groupe allemand figure dans la programmation, qui présente par ailleurs la Cantate du Bout du Monde, création de Jef Le Penven et Per Jakez Hélias. Avec le renouveau du fest-noz, on redécouvre le chant traditionnel qu'est le kan ha diskan. La météo désastreuse gâche la fête de 1958 et entraîne un déficit, bien qu'ait été proposé en nouveauté le Trophée de la Plume de Paon qui récompense les meilleurs sonneurs de couple et la venue du bagad de Lann-Bihoué.
Un record jamais égalé est atteint en 1960 avec la présence de 116 groupes au défilé des Guises, soit 4 000 participants. Après la contestation en 1962, par certains cercles, du prix attribué au Ballet professionnel de Jacques Douai pour leurs danses de Provence ou de « l'Ouest » stylisées, les Ballets bretons voient le jour l'année suivante au concours dans la logique de la scène et du spectacle (Eostiged ar Stangala). 1963 est aussi le 20e anniversaire de la BAS et le 40e anniversaire de la manifestation, au sujet de laquelle le ministre Maurice Herzog avoue qu'il ne s'« attendais pas à découvrir quelque chose de si grand ». L'édition de 1965 s'ouvre pour la deuxième fois par un fest-noz à Locmaria, mais après les chanteurs de Poullaouen, dont Loeiz Ropars, les fêtes de nuit (nozvezh) sont animées par les Kabalerien, les sœurs l'Hour et les Namnediz. 
Outre la présence à nouveau du ministre des Affaires culturelles Edmond Michelet, trois « évènements » marquent l'édition de 1969 : le sous-titre « Festival interceltique » pour les grandes retrouvailles celtes baptisées « 7 pays, une âme. 7 jours, 7 peuples », les drapeaux nantais en berne lors du défilé afin de réclamer le rattachement pour une Bretagne historique et l'écartement du Bagad Kemper pour avoir adopté un costume considéré comme non traditionnel (malgré la pétition de 800 signatures, il ne sera pas invité jusqu'en 1975).

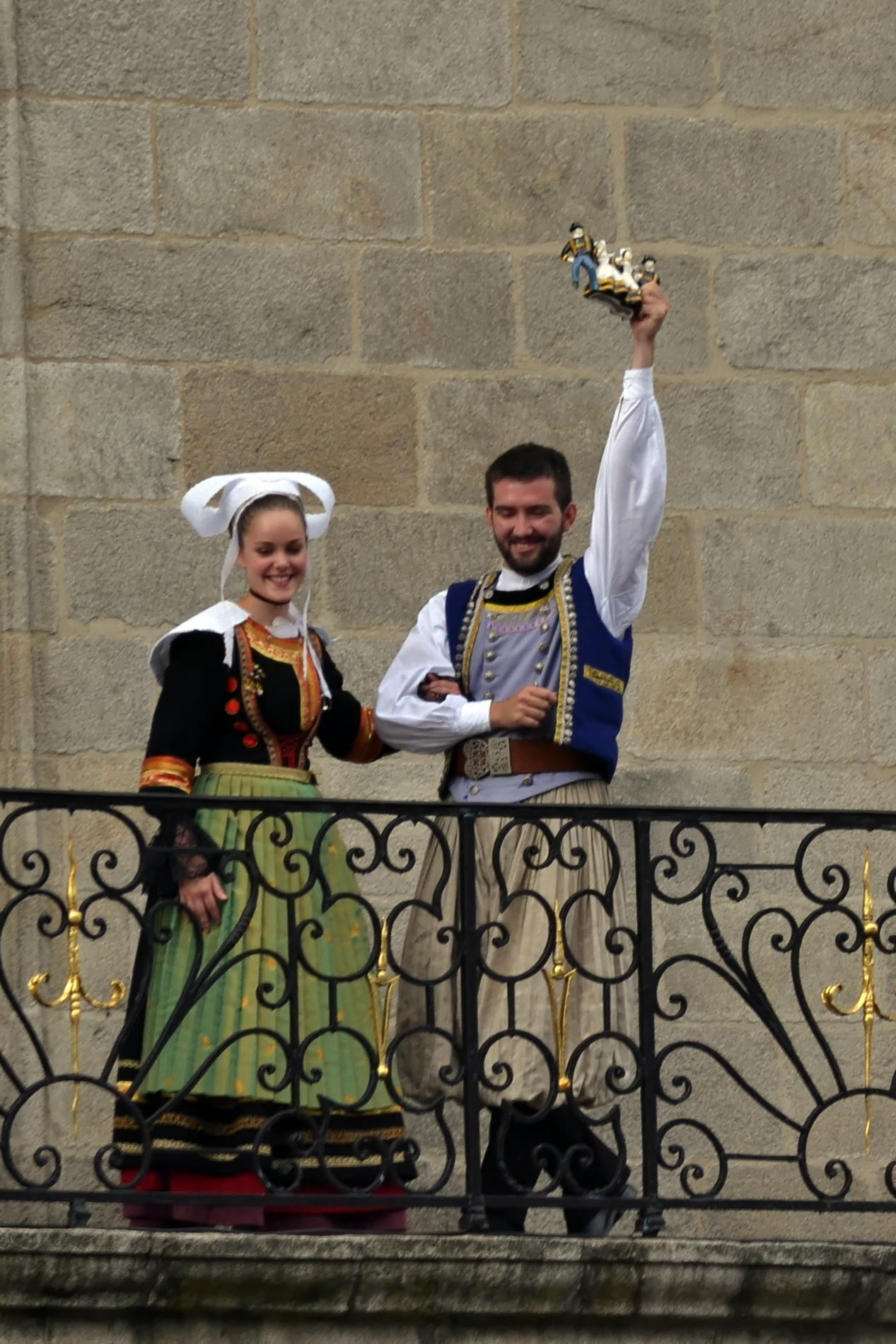
Trophée Gradlon décerné au meilleur cercle qui se produisent le dimanche

Le « revival » breton d'après 1972 conduit à une nouvelle vision de la Bretagne et une remise en question notamment de la part des jeunes : on refuse le Triomphe des sonneurs, au prétexte qu'il ne serait que « cacophonie », et plutôt que de « défiler déguisé pour les touristes », on préfère se retrouver pour danser en blues jeans au son électrifié des Diaouled ar Menez ou des Sonerien Du. Dans son discours pour les 50 ans, le président Fañch Bégot rappelle sur un ton offensif les impacts de la « grande fête fédérale bretonne devenu la Mecque du folklore breton ». Visant les autorités, il projette d'annuler l'édition de 1974 pour témoigner de son poids régional. Un peu trop violent au goût de la majorité du comité, il démissionne comme il l'avait négocié. Cependant, le Triomphe n'a pas lieu et le traditionnel défilé est perturbé par un groupe de manifestants prônant l'autonomie bretonne en 1974 et 1975, chose évitée en 1978 et 1979 par interpellation d'une vingtaine de personnes. Après la rébellion de sonneurs de couple face au règlement qui impose de concourir en costume, les premiers concours sans costumes ont lieu en 1976. La première nuit des Vieux Quartiers permet de découvrir les ruelles de diverses façons en 1977.

### De 1982 à 2001: mise en place d'un festival enraciné et ouvert
Cette section ne s'appuie pas, ou pas assez, sur des sources secondaires ou tertiaires indépendantes du sujet. Le texte peut contenir des analyses inexactes ou inédites de sources primaires.
Pour l'améliorer, ajoutez-en, ou placez des modèles {{Source secondaire souhaitée}} ou {{Source secondaire nécessaire}} sur les passages mal sourcés. (août 2024)

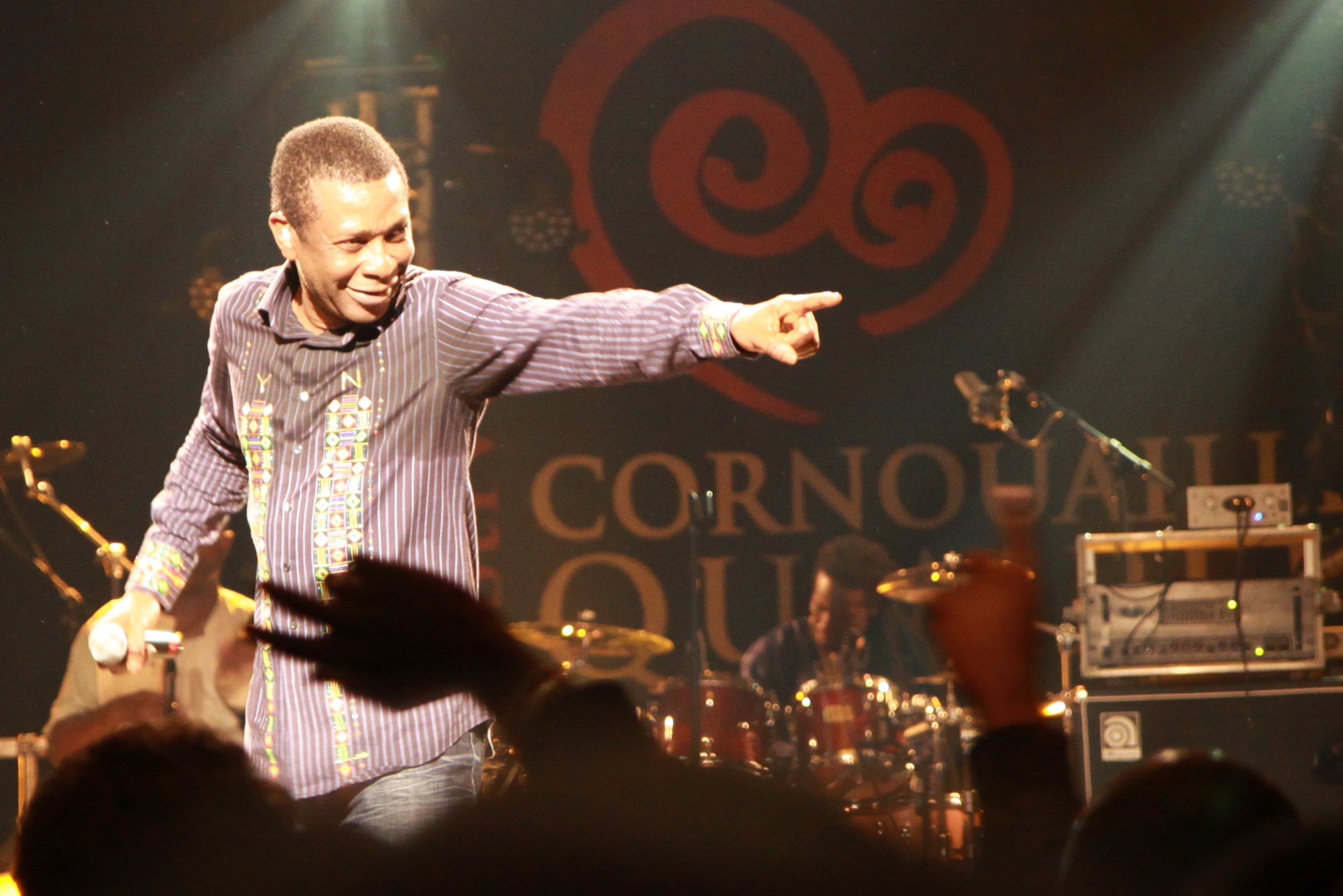
Youssou N'Dour au Cornouaille 2010

En 1982, sous l'influence de Bernard de Parades, les Fêtes de Cornouaille deviennent le Festival de Cornouaille, notamment pour des raisons budgétaires et de communication. Après quelques années d'absence, le « triomphe des sonneurs » et le fest-noz d'ouverture place Bérardier sont remis au programme. Les sonneurs restent au cœur de la manifestation, avec la création de spectacles, notamment autour du Bagad Kemper (D'Écosse en Cornouaille en 1995, avec Johnny Clegg en 1997, Azeliz Iza en 2001). Les « Rencontres des Cornemuses d'Europe » en 1990 permettent la venue de joueurs tels que l’irlandais Davy Spillane, tout comme les 100 ans de cornemuse en 1995. Les voix sont également mises en avant, avec la première venue des corses d'I Muvrini en 1986, le thème des Voix d'Europe en 1991 avec entre autres, les chœurs de l'Armée rouge, les chœurs byzantins et le Mystère des voix bulgares, les Nouvelles polyphonies Corses en 1993, le thème des voix féminines en 2001, etc.
Les danses de Bretagne sont représentées par les cercles celtiques, mais d'autres ensembles représentent celles du monde entier[source secondaire nécessaire].
Après une édition de 1981 aux couleurs de l'Irlande, dans le cadre du jumelage Quimper-Limerick, le festival reçoit chaque année un groupe d'outre-Manche[source secondaire nécessaire] : Brenda Wootton de Cornouailles, les irlandais de Moving Hearts, les Wolfe Tones, Stockton's Wing, The Chieftains, The Tannahill Weavers, moines de Glenstal, Clannad, Planxty, Runrig, Altan, Derek Bell, harpiste des Chieftains, en 2001 qui décède quelques mois plus tard. En 1993, le président Jakez Bernard cède sa place à Jean-Michel Le Viol pour se lancer dans la création de l'Héritage des Celtes avec Dan Ar Braz en clôture de la 70e édition : succès immédiat pour les 75 musiciens qui marque le début de l'aventure mêlant ensembles musicaux et vocaux interceltiques. En dehors des éditions anniversaires, l'occasion de fête se présente pour des rassemblements comme celui des 40 ans de la B.A.S. en 1983, les 150 ans du Barzaz Breiz en 1989, les 80 ans de Per-Jakez Hélias en 1994, les 20 ans de Keltia Musique en 1998 ou les 30 ans des Sonerien Du en 2002. En 1996, le festival est le premier à avoir un site web en France[source secondaire souhaitée]. Fin 2001, le festival est au bord du dépôt de bilan[réf. nécessaire].

### De 2002 au centième anniversaire: une structure professionnelle artistique
Cette section ne s'appuie pas, ou pas assez, sur des sources secondaires ou tertiaires indépendantes du sujet. Le texte peut contenir des analyses inexactes ou inédites de sources primaires.
Pour l'améliorer, ajoutez-en, ou placez des modèles {{Source secondaire souhaitée}} ou {{Source secondaire nécessaire}} sur les passages mal sourcés. (août 2024)

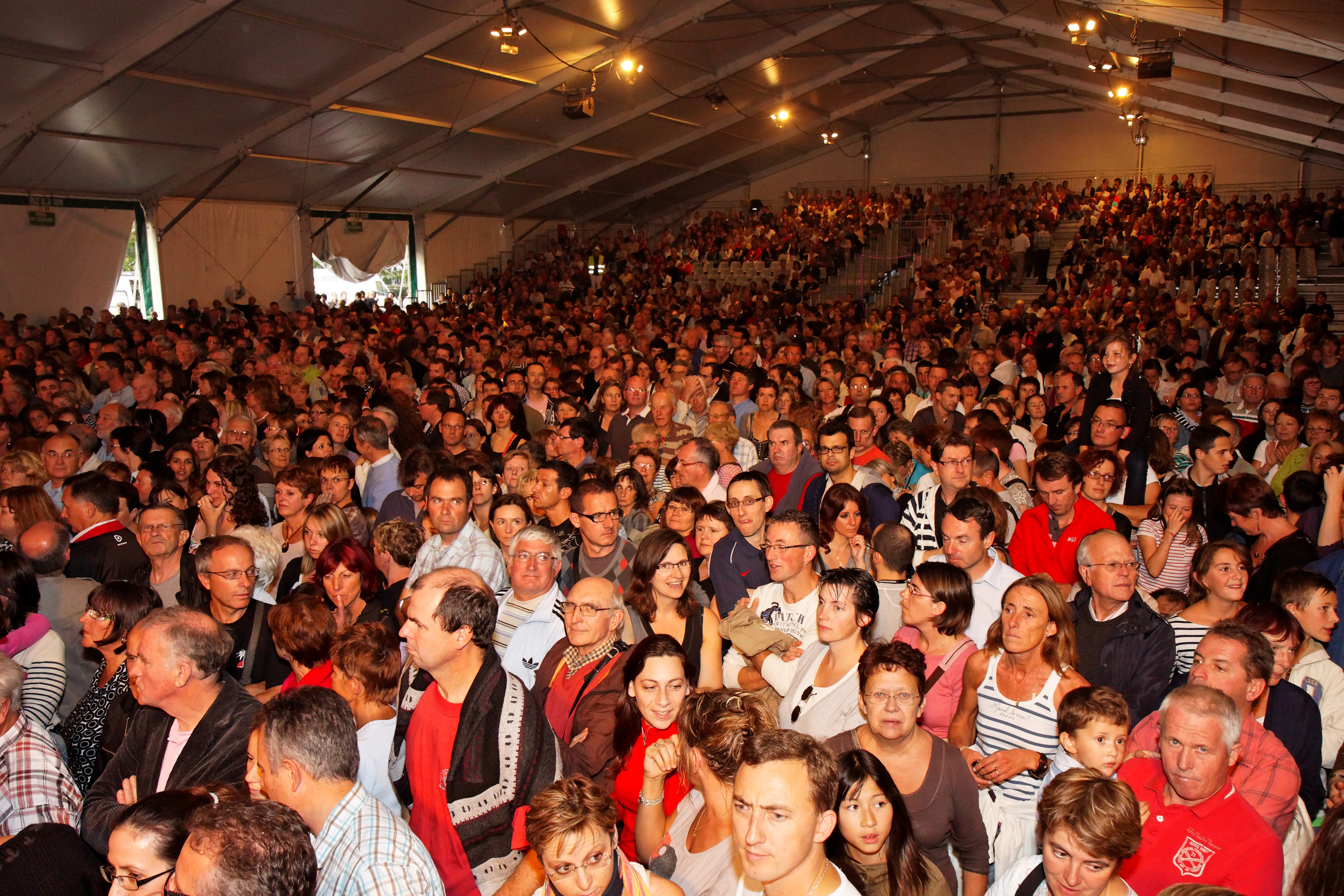
Le public avant le concert de Nolwenn Leroy en 2011 à l'Espace Gradlon

De 2002 à 2010, le Festival de Cornouaille se déroule sur neuf jours et se développe professionnellement sur différents aspects notamment artistiques et structurels. Jean-Philippe Mauras prend la direction artistique du festival en septembre 2001 puis la direction générale en 2002. Accueil de la 42e Europeade en 2005. Une moyenne de 250 000 visiteurs par édition. Création de nouveaux lieux : Quai en Fêtes, Espace Evêché, Espace Gradlon, etc. Des manifestations annuelles voient le jour (Talents en scène, Dañs…) et des actions vers la recherche de nouveautés musicales et artistiques comme le spectacle Heol, la Bretagne en héritage qui retrace quatre-vingt-dix ans de vie quimpéroise. Un outil d'accompagnement et de diffusion artistique voit le jour avec la mise en place du département Kerne Production.
Les créations musicales bretonnes se développent et trouvent une place privilégiée au sein de l'évènement : Voix de la Terre, Armorythmes, Awen Magic Land, Les 2 Mers, D'Écosse en Cornouaille, Valsano, Breizh Side Storioù, Ding-Dingue-Dañs, la diagonale des cordes, Regards vers l'Ouest, Heol ou la Bretagne en héritage… Le Bagad Kemper est particulièrement présent dans la conception de nouvelles créations. 
L'accueil d'artistes internationaux comme Simple Minds, Joan Baez, Loreena McKennitt, Cesária Évora, Rokia Traoré, Sinéad O'Connor, Roger Hodgson, Gilberto Gil, Sharon Shannon, Johnny Clegg, James Blunt… aux côtés des nombreux artistes bretons prouvent la place unique et particulière du festival de Cornouaille dans le paysage culturel hexagonal et européen.
En 2010, le nom du festival devient le « Cornouaille Quimper » et change de logo ; il s'agit désormais d'un cœur celtique stylisé pour rappeler le sous-titre de la manifestation : un festival au cœur d'une ville et d'une culture. En 2011, la manifestation change de format en passant de 9 à 6 jours et développe le nouveau concept du dimanche "Kemper en fête".
En 2013, Igor Gardes est élu nouveau directeur général et artistique de l'Association Festival de Cornouaille. En 2020, le festival est reporté en hiver en raison de la pandémie de Covid-19.
Le festival de Cornouaille fête ses 100 ans du 19 au 23 juillet 2023. La date fait écho au premier festival, appelé autrefois " Fête des Reines" de 1923. De nombreux artistes bretons ayant fait les grandes heures du festival sont présents pour l'occasion (Dan Ar Braz, Gilles Servat, Alan Stivell, Denez Prigent, Rozenn Talec ou encore Annie Ebrel...).

## Programmations

### Concerts
Alan Stivell donne un concert solo à la cathédrale Saint-Corentin malgré l'opposition du clergé en 1987. Il revient entouré de ses musiciens en 1990 faire un point musical sur 20 ans de carrière et pour ses tournées Brian Boru et 1 Douar, en 1996 et 1998. Il rejoue dans la cathédrale en 2023.
Après avoir reçu les nouveaux groupes rock bretons, Matmatah et Armens notamment, la programmation « Soirée Jeunes » tournée vers le rock celtique a lieu en 2000 à l'Espace Evêché où se succèdent : Celtas Cortos, Red Cardell, Merzhin, Kohann, Pat O'May, Black Label Zone, les frères Guichen, etc. Une « Frugy Noz » a lieu sur la grande scène en clôture des deux éditions suivantes avec des groupes bretons.

### Événements parallèles
Cette section ne s'appuie pas, ou pas assez, sur des sources secondaires ou tertiaires indépendantes du sujet. Le texte peut contenir des analyses inexactes ou inédites de sources primaires.
Pour l'améliorer, ajoutez-en, ou placez des modèles {{Source secondaire souhaitée}} ou {{Source secondaire nécessaire}} sur les passages mal sourcés. (août 2024)

#### Dañs
Dañs, sous-titré « La Danse Bretonne se met en scène », est un championnat annuel organisé par l'association du festival et la Confédération Kendalc'h. Il a lieu en juin au Pavillon de Penvillers et constitue une épreuve de « Mise en scène ». Environ 300 danseurs y participent, accompagnés de 100 musiciens.

#### Talents en scène

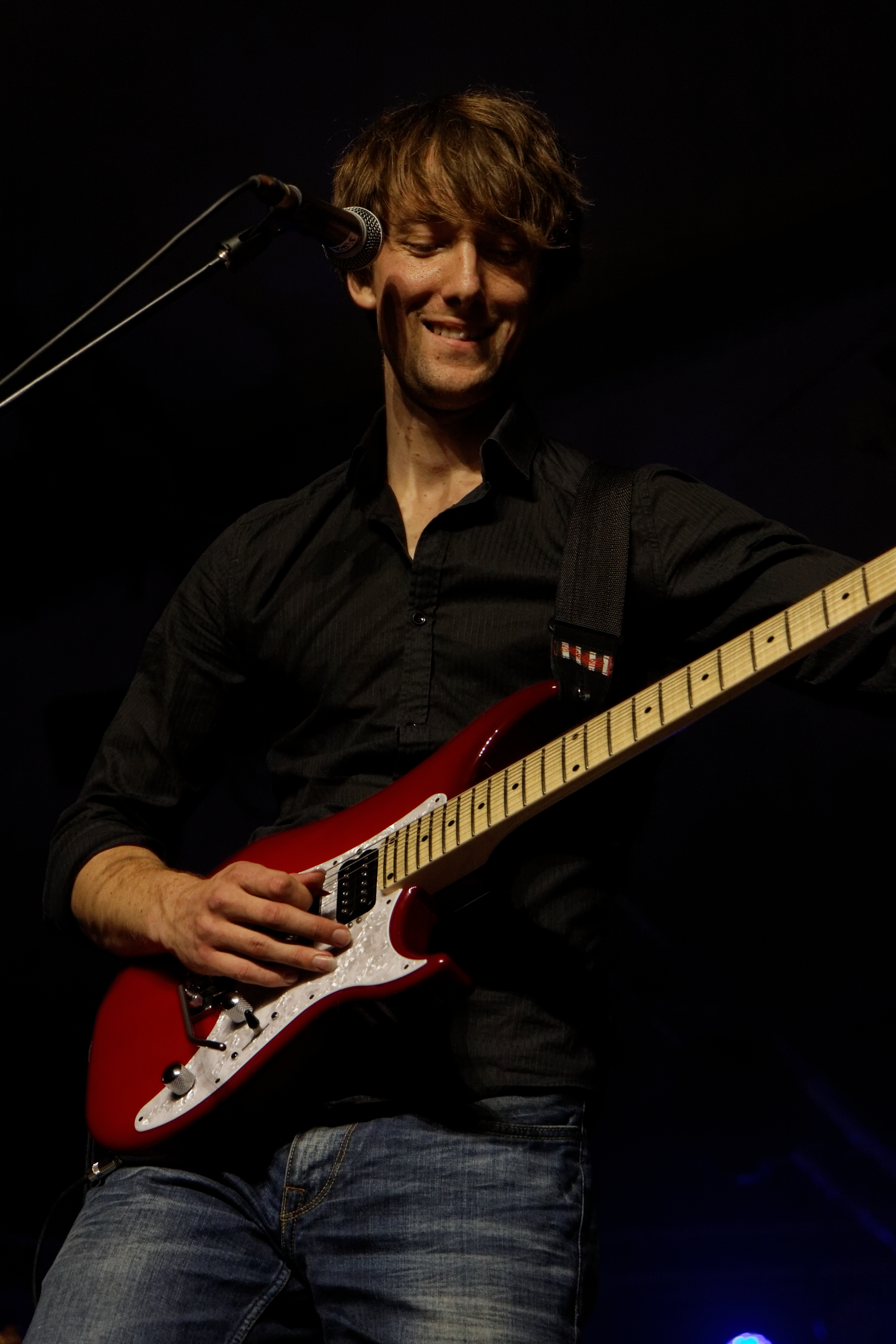
Le guitariste Julien Jaffrès en concert lors du festival de Cornouaille 2012

En collaboration avec les trois plus grands producteurs discographiques de Bretagne (Coop Breizh, Keltia Musique et L'Oz Production) et la fédération des fêtes et festivals de Bretagne "Gouelioù Breizh", le festival de Cornouaille mise sur les futurs artistes de la scène Bretonne de demain en leur consacrant une soirée au Pavillon de Penvillers ambiance cabaret. Elle se déroule début février.
- 2006 : Gwennyn, Pascal Lamour, Yann Raoul et Gayane (parrain de la manifestation : Didier Squiban)
- 2007 : Cécile Corbel, Ozan Trio, Gwennyn et Valsano (parrain : Soïg Sibéril)
- 2008 : Les Ramoneurs de Menhirs, Skilda, Plantec et Sylbàt (parrain : Jimme O'Neill)
- 2009 : Gwenaël Kerléo, Men Ha Tan, Karma (X)plore - Morgane Ji et Awen Magic Land (parrain : Melaine Favennec)
- 2010 : TiTom, Jamie Mc Menemy, Oktopus Kafé et Aodan
- 2011 : Siam, Le Bour-Bodros Quintet, Lleuwenn et Hent
- 2012 : Sylvain Barou, Armel An Hejer, Julien Jaffrès, Krismenn, Darcan et Le Swing du Lundi
- 2013 : Ronan Le Bars Groupe, Outside Duo, Dièse 3, DJ Blue, Fabien Robbe Trio, Duo Landat Moisson et Menace d'éclaircie
- 2014 : Pevarlamm HK, Arnéo, The Buzz Buddies, Brieg Guerveno Trio, Fanfare Savaty Orchestar

## Fonctionnement

### Budget
Le budget total du festival est d'environ 1 million d'euros. L'association chargée de l'organisation du festival est actuellement déficitaire d'environ 98 000€,.

### Ressources humaines
Un peu plus de 800 bénévoles participent au fonctionnement du festival.

## Influence du festival

### Le festival et son milieu

#### Impact économique et social
L'association qui gère le festival cherche à faire naître des retombées économiques au niveau local en favorisant les fournisseurs de la région. Les entreprises locales bénéficient également de retombées de manière plus indirecte[source secondaire souhaitée]. En 1999, une programmation Off est réalisée par les cafetiers-restaurateurs quimpérois[source insuffisante]. Le festival de Cornouaille est associé[source secondaire souhaitée] au festival interceltique de Lorient et aux Tombées de la Nuit de Rennes ainsi qu’aux Vieilles Charrues depuis 2002 dans le cadre d'un regroupement « 3 festivals pour un été »[source secondaire souhaitée], destiné à assurer une communication commune.
Il fait également partie depuis 2010 du collectif des festivals engagés pour le développement durable et solidaire en Bretagne.
Les bénévoles de la Brigade Verte permettent depuis de recycler 98 % des gobelets.

#### Fréquentation
| 1996    | 1998    | 2000    | 2002    | 2005    | 2007    | 2009    | 2010    | 2011    | 2012    |
| ------- | ------- | ------- | ------- | ------- | ------- | ------- | ------- | ------- | ------- |
| 150 000 | 250 000 | 250 000 | 300 000 | 350 000 | 260 000 | 230 000 | 230 000 | 200 000 | 200 000 |

| 2013    | 2022     | - | - | - | - | - | - | - | - |
| ------- | -------- | - | - | - | - | - | - | - | - |
| 200 000 | 150 0000 | - | - | - | - | - | - | - | - |

### Le festival et son image

#### Impact médiatique
Dès les premières Fêtes des Reines de 1923 et 1924, un film est tourné par René d'Arcy-Hennery, concervé à la Cinémathèque de Bretagne. Les premiers enregistrements sur disques des sonneurs sont réalisés par le label quimpérois Mouez Breiz et son patron Hermann Wolf qui assurait la sonorisation des fêtes des Reines. Il faut néanmoins attendre 1970 pour que les montages photos et vidéos fassent une entrée massive (affiche, montage audiovisuel au sujet de « La Cornouaille face à son avenir », Breizh Gwechall de Bernard de Prades mêlant images et prestations scéniques). Ce dernier poursuit son idée chaque année avec un nouveau son et lumière[source secondaire souhaitée].
Yann Rivallain note qu'« au fil des éditions, les médias français ne cacheront pas leur enthousiasme pour une fête qui les impressionne par son ampleur et son décorum. »
Les Fêtes de 1968 sont retransmises sur France Culture[source insuffisante].

#### Identité visuelle

Graphisme de 1976 à 1985
Logo en 1990-1992
Logo de 1993 à 2001
Logo de 2002 à 2009
Logo de 2010 à 2013
Logo de 2014 à 2017
Logo de 2018 à 2020
Logo depuis 2021

## Sources